# The Life & Songs of Emmylou Harris
The Life & Songs of Emmylou Harris — трибьют-концерт в честь американской певицы Эммилу Харрис, состоявшийся 10 января 2015 года в вашингтонском зале DAR Constitution Hall, а также запечатлевшие данное мероприятие концертный альбом и концертный фильм, выпущенные лейблом Rounder Records в 2016-м. В отличие от аудио- и видеорелизов, сам ивент кроме названия имел и подзаголовок — An All-Star Concert Celebration. Столица США была выбрана местом для проведения шоу, поскольку именно в ней и её пригородах в первой половине 1970-х произошли события, которые подтолкнули Харрис к развороту от фолка к музыке кантри и привели к успешному дебюту солистки в мейнстриме этого жанра.
В проекте участвовали Винс Гилл, Элисон Краусс, Крис Кристофферсон, Шерил Кроу, Мэвис Стэплс, Стив Эрл, Мартина Макбрайл, Конор Оберст, Iron & Wine, Люсинда Уильямс, Мэри Чапин Карпентер, Ли Энн Вомак, Холли Уильямс, Крис Хиллман, Даниэль Лануа, Родни Кроуэлл, Шон Колвин, сама Харрис и другие артисты. Сет-лист шоу включал 29 песен, большинство из которых так или иначе ассоциируются с певицей (в фильм вошло 27 номеров, а в альбом — 19). Само мероприятие и подготовленные на его основе релизы получили главным образом положительные отзывы критиков. Лонгплей The Life & Songs of Emmylou Harris достиг Топ-30 американского чарта Top Country Albums и Топ-10 хит-парада Americana/Folk Albums.

## О проекте

### Концепция и предыстория
О проведении трибьют-концерта в честь Харрис было объявлено в ноябре 2014 года. На тот момент за свою 40-летнюю карьеру артистка добилась признания как сольная исполнительница, приглашённая вокалистка, автор и коносьер песен; записала свыше двух десятков альбомов, которые разошлись тиражом более 15 млн копий, получила 13 наград «Грэмми», премию Billboard Century Award, несколько CMA Awards и Americana Music Honors & Awards, посвящение в Зал славы кантри и множество других почестей. Хотя композиции её собственного сочинения были стабильно недооценены, за предшествующие мероприятию четыре десятилетия певица, согласно журналу Rolling Stone, отличилась интерпретированием, обновлением и популяризацией одних из самых памятных кантри- и фолк-работ других авторов. «Большую часть карьеры я была искателем, собирателем песен», — обозначала свою функцию Харрис. Являясь также решительным защитником традиций, во времена, когда кантри-индустрия Нэшвилла стремилась к успеху в поп-чартах, исполнительница своими работами помогала восстановить связь жанра с рутс-музыкой. В результате, начиная с 1970-х годов и далее, её неизменно эклектичная смесь кантри, рока, фолка, госпела и блюграсса, сделала певицу одной из пионеров кросс-жанрового сообщества, ставшего впоследствии известным как американа. Попутно Харрис десятки лет служила образцом артистизма и достоинства для многих певиц, начинавших карьеру в «Городе музыки».
Как объяснял автор и исполнительный сопродюсер мероприятия, получившего название The Life & Songs of Emmylou Harris: An All-Star Concert Celebration, Кит Уорман, целью ивента было продемонстрировать влияние певицы на несколько поколений артистов. И в этом контексте, согласно Уортману собрать желающих выступить в шоу не составило труда: «Я не успевал открыть рот, как артисты соглашались сыграть в этом трибьюте. Мы набрали более 20 исполнителей и могли легко набрать ещё столько же. Она преодолела так много барьеров, переизобрела себя и своё звучание, оставаясь верной своему видению. Она никогда не была артисткой, которая просто делала то, что популярно», — говорил продюсер. В то же время наименование проекта, хотя и содержало указание на «песни Эммилу Харрис», прежде всего отсылало не к плодовитости певицы как сочинителя, а подчёркивало её способность благодаря прекрасному вкусу, искреннему пению и тому, как она «проживает» тексты, делать материал других авторов своим настолько, что слушатель нередко воспринимает эти композиции как написанные ей самой или как её оригинальные хиты. Исполнительным сопродюсером концерта выступил менеджер Харрис Кен Левитан, а музыкальными руководителями мероприятия и лидерами аккомпанирующей группы The All-Star Band — Бадди Миллер и Дон Уос. Ранее Уос и Уортман уже работали вместе над аналогичными мероприятиями, чествовавшими Джонни Кэша, Левона Хелма и Грегга Оллмана.
Провести шоу организаторы решили в Вашингтоне — именно в этом городе и его окрестностях произошли поворотные события в ранней карьере Харрис: встреча в 1971 году с участниками The Flying Burrito Brothers, которые затем рекомендовали тогда ещё фолк-певицу Грэму Парсонсу в качестве партнёрши по кантри-дуэтам; первый контакт и пробное выступление с артистом (позже она появилась на его дисках GP и Grievous Angel и примкнула к гастрольному ансамблю певца, The Fallen Angels); создание после смерти Парсонса собственной кантри-группы и, наконец, знакомство с Брайном Ахерном и Родни Кроуэллом, ставшими её продюсером и автором песен соответственно. Первые кантри-альбомы певицы, Pieces of the Sky и Elite Hotel, вышли в 1975 году и, согласно критику Джеффри Хаймсу, навсегда изменили жанр, возведя мост между экспериментами Парсонса и мейнстримовым кантри-радио. Запись этих работ проходила в Беверли-Хиллз, куда солистка к тому моменту переселилась, но предпосылки для них были заложены в Вашингтоне. Покинув столицу, певица тем не менее осталась для местных меломанов своей, и они десятилетиями соревновались, выясняя, кто увидел её раньше и где — поющей в одном из городских баров или на кухне в Джорджтауне с Парсонсом. И даже через 30 лет после отъезда Харрис в меню локального заведения Childe Harold по-прежнему значился названный в её честь сэндвич (авокадо, бекон и майонез с листьями салата и томатами на пшеничных тостах).

### Концерт, артисты и материал
Трибьют-шоу состоялось 10 января 2015 года перед четырёхтысячной аудиторией крупнейшего вашингтонского концертного зала — DAR Constitution Hall. В общей сложности на сцену вышли более 20 исполнителей, которые или работали с Харрис, либо являлись почитателями вокалистки и её глубокого влияния на их собственную музыку. Линейка участников ивента в результате отличалась широтой и разнообразием — дерзкие и элегантные, инди и мейнстримовые, начинающие и знаменитые — отражая множество творческих границ, пересекавшихся певицей на протяжении карьеры. Жанровый спектр исполнителей включал фолк-дуэты, звёзд американы первой величины, кантри-крунеров, блюграсс-ансамбли и артистов с эмо-бэкграундом. Всего программа мероприятия насчитывала 29 песен, среди которых были композиции написанные Баком Оуэнсом, Нилом Янгом, Гиллиан Уэлч, Таунсом Ван Зандтом, Марком Нопфлером, Крисом Кристофферсоном и многими другими авторами. Кроме того, ивент отдавал особую дань уважения сочинениям Грэма Парсонса и Родни Кроуэлла, чьё глубокое влияние на карьеру Харрис, наглядно отражалось в сет-листе. В итоге продолжительность концерта, с учётом переоформления сцены, регулярно происходившего между номерами, составила 3 ч. 45 мин.
Из числа молодых артистов на мероприятии выступил, в частности, певческий и гитарный фолк-дуэт The Milk Carton Kids, который интерпретировал песню «Michelangelo», сопроводив её вокальными гармониями в духе ранних Simon & Garfunkel. Незнакомая сидевшей в зале публике команда при выходе на сцену почти не получила аплодисментов, но вскоре завоевала овацию, развеселив аудиторию самоиронической репликой Джо Райана: «Мы здесь, полагаю, потому, что Эммилу хочет, чтобы вы знали: она осведомлена даже о тех группах, о которых вы никогда не слышали». Помимо The Milk Carton Kids, новое поколение музыкантов в шоу представляли Конор Оберст, исполнивший свою версию «The Pearl», блюграсс-секстет Trampled by Turtles, взявшийся за один из наиболее легендарных номеров в каталогах Харрис и Кроуэлла — «Bluebird Wine» и супружеский дуэт Shovels & Rope, сыгравший «Leaving Louisiana In The Broad Daylight».
Отдельную категорию на мероприятии составляли авторы-исполнительницы, являвшиеся последовательницами Харрис. Так, Шерил Кроу разнообразила преимущественно балладную программу роковым номером, исполнив при гитарной поддержке Винса Гилла песню «Two More Bottles of Wine» Делберта Макклинтона. Следом в том же формате она преподнесла композицию «Ooh Las Vegas», записанную виновницей трибьюта в альбоме Elite Hotel (1975). В свою очередь Мартина Макбрайд, которая специализировалась на исполнении репертуара Харрис ещё в детстве, когда начинала музыкальную карьеру с пения на свадьбах в кантри-группе своего отца, исполнила произведение «When I Stop Dreaming» дуэта The Louvin Brothers (данный кантри-госпел-ансамбль Харрис своими интерпретациями в 1970-е годы представила новому поколению слушателей). Другими артистками в том же ряду были Ли Энн Вомак, солировавшая в «Born to Run» и образовавшая дуэт со Стивом Эрлом в «Pancho & Lefty»; Патти Гриффин («Prayer in Open D»), Холли Уильямс («Orphan Girl») и Сара Уоткинс («Darkest Hour Is Just Before Dawn»). Помимо этого, двое из ближайших соратниц Харрис — Шон Колвин и Люсинда Уильямс — исполнили харрисовскую «Red Dirt Girl» и «Hickory Wind» Парсонса соответственно, тогда как в финальной части концерта Элисон Краусс под аккомпанемент фортепиано спела композицию «Till I Gain Control Again» Кроуэлла (ещё один номер с альбома Elite Hotel), а затем и «Cash on the Barrelhead».
Кроме музыкантов, вдохновлявшихся работами Харрис, в шоу появились и те, кто, напротив, способствовал запуску и развитию карьеры самой певицы. В частности, Кроуэлл исполнил композицию «You’re Still on My Mind», которую, по его воспоминаниям, солистка пела в тот вечер, когда он впервые её увидел на сцене вашингтонского бара Childe Harold. Со своей стороны Крис Хиллман — участник The Flying Burrito Brothers, непосредственно посоветовавший Парсонсу обратить внимание на талантливую вокалистку — сыграл песню «Wheels» на пару с Хербом Педерсеном. Номер «When We’re Gone, Long Gone» (ранее записанный певицей с Долли Партон и Линдой Ронстадт на их совместном альбоме Trio II) дуэтом с Харрис спел Джон Старлинг — экс-фронтмен блюграсс-ансамбля The Seldom Scene, помогавшего начинающей кантри-артистке добиться успеха на столичной музыкальной в первой половине 1970-х годов.
Одним из тех, кто знал артистку ещё в 1970-х, являлся и Эрл, с гордостью сообщивший залу, что будучи подростком сумел попасть на концерт Харрис и Парсонса в Хьюстоне, а затем исполнивший «Sin City». «Если ты автор песен, то всегда хотел, чтобы она записала одну из твоих работ», — подчеркнул он значение певицы как интерпретатора и популяризатора. О своей почти 40-летней дружбе с вокалисткой вспомнил также Гилл, попутно поблагодарив её за просвещение о прошлом жанра кантри. Назвав солистку «самым изумительным учителем, показавшим нам, откуда взялась эта музыка», он спел «Together Again» Оуэнса. Вместе с тем снимавшаяся с Харрис в фильме-концерте «Последний вальс» (1976) Мэвис Стэплс, отдала ей дань уважения номером «Will the Circle Be Unbroken», одновременно разбавив своим появлением в остальном полностью европеойдный состав участников шоу. Наряду со Стэплс, самое старшее поколение друзей и коллег артистки на сцене представлял 78-летний Кристофферсон, исполнивший композицию «Loving Her Was Easier (Than Anything I’ll Ever Do Again)» собственного сочинения.
В аккомпанирующую группу трибьюта, помимо Бадди Миллера и Дон Уоса, вошли Сэм Буш, Одли Фрид, Фред Элтрингхэм, Мэтт Роллингс, Грег Лис и Сара Уоткинс. При этом аналогично Уоткинс, Миллер спел в программе один номер («One of These Days») на правах солиста. Сама Харрис большую часть шоу провела в ложе, появившись на сцене трижды за вечер (в струящейся чёрной тунике и брюках того же цвета, на фоне которых выделялись лишь расшитый пайетками гитарный ремень и мерцающие платиновые волосы). Помимо дуэта со Старлингом, она исполнила композицию «Blackhawk» с Даниэлем Лануа (продюсером её знакового альбома Wrecking Ball), а в финале мероприятия воспроизвела свою фирменную «Boulder to Birmingham» в сопровождении общего хора участников ивента. Запись трибьюта была выпущена лейблом Rounder Records 11 ноября 2016 года в виде концертного фильма (27 номеров), концертного альбома (19) и комбинированных изданий. В отличие от самого шоу, релизы не имели подзаголовка An All-Star Concert Celebration и назывались просто The Life & Songs of Emmylou Harris.

## Форматы проекта
- Концерт (DAR Constitution Hall, Вашингтон)
- Концертный альбом (CD, ЦД)
- Концертный фильм (Blu-ray, ЦД, ТВ)
- Альбом + фильм (CD + Blu-ray или CD + DVD)

## Рецензии
| Оценки критиков           | Оценки критиков         |
| Источник                  | Оценка                  |
| ------------------------- | ----------------------- |
| The Independent           | · (CD)                  |
| American Songwriter       | · (CD + DVD)            |
| The Philadelphia Inquirer | · (CD + DVD)            |
| The Buffalo News          | · (CD + DVD)            |
| Arkansas Democrat-Gazette | A− (CD + DVD)           |
| Acoustic Guitar           | без рейтинга (CD + DVD) |
| All About Jazz            | без рейтинга (DVD)      |
| Rolling Stone             | без рейтинга (концерт)  |
| The Washington Post       | без рейтинга (концерт)  |
| Uncut                     | без рейтинга (концерт)  |

По наблюдению обозревателя газеты Arkansas Democrat-Gazette Эллиса Вайднера, трибьют-альбомы зачастую являются довольно приземлёнными музыкальными проектам, однако The Life & Songs of Emmylou Harris, напротив, пари́т. Лучшими номерами релиза он назвал «Sin City» Стива Эрла, «Hickory Wind» Люсинды Уильямс, «Two More Bottles of Wine» Шерил Кроу, «Till I Can Gain Control Again» Элисон Краусс и «Blackhawk» Даниэля Лануа и Харрис. Журналист газеты The Independent Энди Гилл выделил состав участников концерта, назвав его «практически кто есть кто в альт-кантри», а также универсальность, изысканность и драйвововую аккомпанирующая группу во главе с Бадди Миллером и Доном Уосом, способную работать с любыми оттенками эмоций. Похвалив песни «Hickory Wind», «All The Roadrunning» Мэри Чапин Карпентер и кантри-госпел почтение «Will The Circle Be Unbroken» от Мэвис Стэплс, наиболее трогательной композицией на лонгплее он тем не менее назвал финальную «Boulder to Birmingham», спетую самой Харрис. В свою очередь рецензент газеты The Buffalo News Джефф Саймон описал музыку в альбоме как «настоящий кантри, а не современный поп-кантри на грани рока и поп-музыки в исполнении парней в больших шляпах или гламурных сногсшибательных красоток».
По словам редактора журнала American Songwriter Хэла Горовица, несмотря на и так большую концентрацию талантов, в концерт можно было добавить ещё несколько десятков персон, работавших с Харрис в прошлые десятилетия (например, в глаза бросается отсутствие Долли Партон и Рики Скэггса). Тем не менее даже имеющихся звёзд хватает, чтобы угодить самым требовательным поклонникам кантри, фолка и авторской песни. Мероприятие выстроено стильно и со вкусом: артисты без лишних речей играют песни, определившие обширную карьеру певицы. Одним из немногих слабых моментов ивента, по мнению рецензента, стало выступление Криса Кристофферсона, «с трудом продиравшегося сквозь достойную съеживания» версию своей же композиции «Loving Her Was Easier (Than Anything I’ll Ever Do Again)» — единственный номер, который не стоило включать в релиз. В целом шоу Горовиц назвал неизменно приятным, прекрасно исполненным и душевным, а его участников (в том числе аккомпаниаторов) — образцовым собранием укоренённых в кантри артистов разных поколений, играющих классический материал со вкусом и утончённостью.
Обозреватель журнала Rolling Stone Джонатан Бернстайн среди наиболее примечательных моментов вечера отметил выступления молодых музыкантов: The Milk Carton Kids и Shovels & Rope, представивших новое поколение кантри-фолк-артистов в наилучшем свете песнями «Michaelangelo» и «Leaving Lousiana in the Broad Daylight» соответственно. В остальном же, наиболее впечатляющие номера, согласно рецензенту, принадлежали Шон Колвин с медитативной версией «Red Dirt Girl» и Уильямс, идеально спевшей свою страстную интерпретацию «Hickory Wind». Эмоциональной же кульминацией концерта Бернстайн счёл «опустошающее» прочтение Краусс композиции «Till I Gain Control Again».
Рецензент журнала Acoustic Guitar Анна Палли, выделив мощную линейку звёзд, участвовавших в трьбьюте, в числе наиболее заметных треков проекта обозначила энергичное прочтение рассказа пьяницы «You’re Still on My Mind», представленное Родни Кроуэллом, прочувствованную и «сокрушительную» версию «Hickory Wind», спетую Уильямс в сопровождении жалобно завывающего педал-стила Грега Лиса, а также «Boulder to Birmingham» в исполнении Харрис и общего хора артистов. Релиз в целом обозреватель охарактеризовала как сильный, всесторонний и трогательный оммаж, который поклонники певицы и музыки кантри в целом не захотят пропустить.
Согласно репортёру газеты The Washington Post Дэйву Маккине, по ходу шоу постоянно возникали напоминания, что его реальной целью была съёмка, а не развлечение сидящих в зале: камера на кране проносилась перед сценой в любой момент, когда режиссёр считал это нужным, а некоторые артисты (в частности, Люсинда Уильямс) читали тексты песен с монитора, как неопытные ведущие в скетчах «Saturday Night Live». Кроме того, после каждого выступления следовал долгий перерыв для переоборудования сцены, и к позднему вечеру публика даже взялась саркастически аплодировать каждый раз, когда толпа осветителей и рабочих-механиков покидала подмостки. Наибольшей похвалы журналиста удостоился голос Краусс в «Til I Can Gain Control Again», а Конору Оберсту, по его мнению, досталась самая неподходящая задача — солировать в харрисовской «The Pearl», тогда как «ангельские» Патти Гриффин и Колвин были низведены до бэк-вокала в припеве (тем не менее Оберст имел успех у публики). Самым же завораживающим номером вечера Маккина назвал «Loving Her Was Easier», спетую «скрежещущим» голосом Кристофферсона.
В статье для портала All About Jazz Даг Колетт заострил внимание на роли аккомпаниаторов концерта, которые со вкусом помогают создать эклектизм, выводящий музыку за рамки представлений о современном («Born to Run» от Ли Энн Вомак) или олдскульном («When I Stop Dreaming» от Мартины Макбрайд) кантри, и одинаково умело и вовлечённо сопровождают как ровню Харрис типа Кристофферсона и Винса Гилла, так и молодёжь вроде Оберста и The Milk Carton Kids. В результате бэнд Миллера и Уоса обеспечивает неразрывную связь между выступлениями тех, кто играл альт-кантри ещё до появления самого термина, и тех, кто пробивает сегодня дорогу американе; в итоге Люсинда Уильямс и Эрл естественным образом соседствуют в программе с Trampled by Turtles и Shovels & Rope. В этом свете «Will The Circle Be Unbroken» Стэплс, по мнению журналиста, вполне можно трактовать как высказывание о преемственности поколений в подобной музыке. В качестве впечатляющих и достойных коллаборацй он отметил «Wheels» (Криса Хиллмана и Херба Педерсена) «Blackhawk» (Харрис и Лануа) и «Wrecking Ball» (Iron & Wine и Лануа). Помимо этого, Колеетт заметил, что Родни Кроуэлл как один из самых важных (хотя и не самых знаменитых) артистов в карьере Харрис, возможно, заслуживал спеть в трибьюте больше одной сольной песни (той же Краусс её заоблачная популярность обеспечила место в конце шоу сразу с двумя номерами). В заключение журналист также похвалил релиз за качество звука и видео.
Как отметила обозреватель журнала Uncut Нэнси Данхэм, участники трибьюта, к счастью, не пытались копировать «духовную» манеру пения Харрис, а старались раскрыть репертуар солистки с новых сторон через призму собственного артистизма. При этом, согласно рецензентке, для ряда музыкантов, особенно новых и малоизвестных, концерт стал источником тревоги. Так, группа The Milk Carton Kids вышла на сцену после Стэплс, Колвин и других любимцев публики почти в полной тишине, но затем своим юмором и прочтением «Michelangelo» всё же смогла расположить к себе зал. Среди других номеров от молодых исполнителей редактор выделила красиво спетую Оберстом «The Pearl» и успешно поданную Trampled by Turtles в более роковом нежели оригинал ключе «Bluebird Wine», а в плане «чистой огневой мощи» — безудержную версию «Leaving Louisiana In The Broad Daylight» от дуэта Shovels & Rope. Присутствие Харрис в шоу Данхэм назвала «потусторонним», а сам ивент — очередным доказательством того, что музыка певицы обладает «сверхъестественной способностью постоянно переизобретать себя, даже в 2015 году».

## Списки композиций

### Концерт
Программа, исполненная 10 января 2015 года в DAR Constitution Hall.
| №   | Название                                                   | Автор(ы)                       | Исполнитель                              | Длительность |
| --- | ---------------------------------------------------------- | ------------------------------ | ---------------------------------------- | ------------ |
| 1.  | «One of These Days»                                        | Эрл Монтгомери                 | Бадди Миллер                             |              |
| 2.  | «Will the Circle Be Unbroken»                              | общественное достояние         | Мэвис Стэплс                             |              |
| 3.  | «Darkest Hour Is Just Before Dawn»                         | Ральф Стэнли                   | Сара Уоткинс                             |              |
| 4.  | «Red Dirt Girl»                                            | Эммилу Харрис                  | Шон Колвин                               |              |
| 5.  | «Michelangelo»                                             | Эммилу Харрис                  | The Milk Carton Kids                     |              |
| 6.  | «Wheels»                                                   | Крис Хиллман и Грэм Парсонс    | Крис Хиллман и Херб Педерсен             |              |
| 7.  | «Orphan Girl»                                              | Гиллиан Уэлч                   | Холли Уильямс и Крис Коулман             |              |
| 8.  | «Sin City»                                                 | Крис Хиллман и Грэм Парсонс    | Стив Эрл                                 |              |
| 9.  | «Bluebird Wine»                                            | Родни Кроуэлл                  | Trampled by Turtles                      |              |
| 10. | «Hickory Wind»                                             | Грэм Парсонс и Боб Бьюкенен    | Люсинда Уильямс                          |              |
| 11. | «You’re Still on My Mind»                                  | Люк Макдэниел                  | Родни Кроуэлл                            |              |
| 12. | «Born to Run»                                              | Пол Кеннерли                   | Ли Энн Вомак                             |              |
| 13. | «When We’re Gone, Long Gone»                               | Киран Кейн и Джеймс О' Хара    | Джон Старлинг и Эммилу Харрис            |              |
| 14. | «Blackhawk»                                                | Даниэль Лануа                  | Даниэль Лануа и Эммилу Харрис            |              |
| 15. | «Wrecking Ball»                                            | Нил Янг                        | Iron & Wine и Даниэль Лануа              |              |
| 16. | «Leaving Louisiana in the Broad Daylight»                  | Донован Коварт и Родни Кроуэлл | Shovels & Rope                           |              |
| 17. | «All the Roadrunning»                                      | Марк Нопфлер                   | Мэри Чапин Карпентер и Винс Гилл         |              |
| 18. | «The Pearl»                                                | Эммилу Харрис                  | Конор Оберст, Шон Колвин и Патти Гриффин |              |
| 19. | «When I Stop Dreaming»                                     | Айра и Чарли Лувин             | Мартина Макбрайд                         |              |
| 20. | «Prayer in Open D»                                         | Эммилу Харрис                  | Патти Гриффин                            |              |
| 21. | «Pancho & Lefty»                                           | Таунс Ван Зандт                | Стив Эрл, Ли Энн Вомак и Херб Педерсен   |              |
| 22. | «Together Again»                                           | Бак Оуэнс                      | Винс Гилл                                |              |
| 23. | «Two More Bottles of Wine»                                 | Делберт Макклинтон             | Шерил Кроу и Винс Гилл                   |              |
| 24. | «Ooh, Las Vegas»                                           | Грэм Парсонс и Рик Греч        | Шерил Кроу и Винс Гилл                   |              |
| 25. | «Chase the Feeling»                                        | Крис Кристофферсон             | Крис Кристофферсон и Родни Кроуэлл       |              |
| 26. | «Loving Her Was Easier (Than Anything I’ll Ever Do Again)» | Крис Кристофферсон             | Крис Кристофферсон                       |              |
| 27. | «Till I Gain Control Again»                                | Родни Кроуэлл                  | Элисон Краусс                            |              |
| 28. | «Cash On The Barrelhead»                                   | Айра и Чарли Лувин             | Элисон Краусс                            |              |
| 29. | «Boulder to Birmingham»                                    | Билл Дэнофф и Эммилу Харрис    | Эммилу Харрис и общий хор артистов       |              |

### Фильм
Видеоверсия концерта в форматах Blu-ray, DVD и ЦД.
| №                   | Название                                                   | Автор(ы)                       | Исполнитель                              | Длительность |
| ------------------- | ---------------------------------------------------------- | ------------------------------ | ---------------------------------------- | ------------ |
| 1.                  | «One of These Days»                                        | Эрл Монтгомери                 | Бадди Миллер                             |              |
| 2.                  | «Will the Circle Be Unbroken»                              | общественное достояние         | Мэвис Стэплс                             |              |
| 3.                  | «Red Dirt Girl»                                            | Эммилу Харрис                  | Шон Колвин                               |              |
| 4.                  | «Michelangelo»                                             | Эммилу Харрис                  | The Milk Carton Kids                     |              |
| 5.                  | «Wheels»                                                   | Крис Хиллман и Грэм Парсонс    | Крис Хиллман и Херб Педерсен             |              |
| 6.                  | «Orphan Girl»                                              | Гиллиан Уэлч                   | Холли Уильямс и Крис Коулман             |              |
| 7.                  | «Bluebird Wine»                                            | Родни Кроуэлл                  | Trampled by Turtles                      |              |
| 8.                  | «Hickory Wind»                                             | Грэм Парсонс и Боб Бьюкенен    | Люсинда Уильямс                          |              |
| 9.                  | «You’re Still on My Mind»                                  | Люк Макдэниел                  | Родни Кроуэлл                            |              |
| 10.                 | «Born to Run»                                              | Пол Кеннерли                   | Ли Энн Вомак                             |              |
| 11.                 | «When We’re Gone, Long Gone»                               | Киран Кейн и Джеймс О' Хара    | Джон Старлинг и Эммилу Харрис            |              |
| 12.                 | «Blackhawk»                                                | Даниэль Лануа                  | Даниэль Лануа и Эммилу Харрис            |              |
| 13.                 | «Wrecking Ball»                                            | Нил Янг                        | Iron & Wine и Даниэль Лануа              |              |
| 14.                 | «Leaving Louisiana in the Broad Daylight»                  | Донован Коварт и Родни Кроуэлл | Shovels & Rope                           |              |
| 15.                 | «All the Roadrunning»                                      | Марк Нопфлер                   | Мэри Чапин Карпентер и Винс Гилл         |              |
| 16.                 | «The Pearl»                                                | Эммилу Харрис                  | Конор Оберст, Шон Колвин и Патти Гриффин |              |
| 17.                 | «When I Stop Dreaming»                                     | Айра и Чарли Лувин             | Мартина Макбрайд                         |              |
| 18.                 | «Prayer in Open D»                                         | Эммилу Харрис                  | Патти Гриффин                            |              |
| 19.                 | «Pancho & Lefty»                                           | Таунс Ван Зандт                | Стив Эрл, Ли Энн Вомак и Херб Педерсен   |              |
| 20.                 | «Together Again»                                           | Бак Оуэнс                      | Винс Гилл                                |              |
| 21.                 | «Two More Bottles of Wine»                                 | Делберт Макклинтон             | Шерил Кроу и Винс Гилл                   |              |
| 22.                 | «Loving Her Was Easier (Than Anything I’ll Ever Do Again)» | Крис Кристофферсон             | Крис Кристофферсон                       |              |
| 23.                 | «Till I Gain Control Again»                                | Родни Кроуэлл                  | Элисон Краусс                            |              |
| 24.                 | «Cash On The Barrelhead»                                   | Айра и Чарли Лувин             | Элисон Краусс                            |              |
| 25.                 | «Boulder to Birmingham»                                    | Билл Дэнофф и Эммилу Харрис    | Эммилу Харрис и общий хор артистов       |              |
| 26.                 | «Sin City» (бонус)                                         | Крис Хиллман и Грэм Парсонс    | Стив Эрл                                 |              |
| 27.                 | «Darkest Hour Is Just Before Dawn» (бонус)                 | Ральф Стэнли                   | Сара Уоткинс                             |              |
| Общая длительность: | Общая длительность:                                        | Общая длительность:            | Общая длительность:                      | 1:48:00      |

### Альбом
Аудиоверсия концерта в форматах CD и ЦД.
| №                   | Название                                                   | Автор(ы)                    | Исполнитель                              | Длительность |
| ------------------- | ---------------------------------------------------------- | --------------------------- | ---------------------------------------- | ------------ |
| 1.                  | «One of These Days»                                        | Эрл Монтгомери              | Бадди Миллер                             | 3:10         |
| 2.                  | «Will the Circle Be Unbroken»                              | общественное достояние      | Мэвис Стэплс                             | 4:15         |
| 3.                  | «Wheels»                                                   | Крис Хиллман и Грэм Парсонс | Крис Хиллман и Херб Педерсен             | 3:10         |
| 4.                  | «Orphan Girl»                                              | Гиллиан Уэлч                | Холли Уильямс и Крис Коулман             | 3:53         |
| 5.                  | «Sin City»                                                 | Крис Хиллман и Грэм Парсонс | Стив Эрл                                 | 4:59         |
| 6.                  | «Hickory Wind»                                             | Грэм Парсонс и Боб Бьюкенен | Люсинда Уильямс                          | 4:21         |
| 7.                  | «You’re Still on My Mind»                                  | Люк Макдэниел               | Родни Кроуэлл                            | 3:31         |
| 8.                  | «Born to Run»                                              | Пол Кеннерли                | Ли Энн Вомак                             | 4:07         |
| 9.                  | «When We’re Gone, Long Gone»                               | Киран Кейн и Джеймс О' Хара | Джон Старлинг и Эммилу Харрис            | 3:52         |
| 10.                 | «Blackhawk»                                                | Даниэль Лануа               | Даниэль Лануа и Эммилу Харрис            | 5:11         |
| 11.                 | «All the Roadrunning»                                      | Марк Нопфлер                | Мэри Чапин Карпентер и Винс Гилл         | 4:57         |
| 12.                 | «The Pearl»                                                | Эммилу Харрис               | Конор Оберст, Шон Колвин и Патти Гриффин | 5:08         |
| 13.                 | «When I Stop Dreaming»                                     | Айра и Чарли Лувин          | Мартина Макбрайд                         | 3:38         |
| 14.                 | «Prayer in Open D»                                         | Эммилу Харрис               | Патти Гриффин                            | 4:34         |
| 15.                 | «Together Again»                                           | Бак Оуэнс                   | Винс Гилл                                | 4:13         |
| 16.                 | «Two More Bottles of Wine»                                 | Делберт Макклинтон          | Шерил Кроу и Винс Гилл                   | 3:19         |
| 17.                 | «Loving Her Was Easier (Than Anything I’ll Ever Do Again)» | Крис Кристофферсон          | Крис Кристофферсон                       | 3:23         |
| 18.                 | «Till I Gain Control Again»                                | Родни Кроуэлл               | Элисон Краусс                            | 5:31         |
| 19.                 | «Boulder to Birmingham»                                    | Билл Дэнофф и Эммилу Харрис | Эммилу Харрис и общий хор артистов       | 4:01         |
| Общая длительность: | Общая длительность:                                        | Общая длительность:         | Общая длительность:                      | 1:19:00      |

## Позиции в чартах
| Чарт (2016)                           | Высшая позиция | Прим.  |
| ------------------------------------- | -------------- | ------ |
| США, Billboard, Top Country Albums    | 28             | [ 25 ] |
| США, Billboard, Americana/Folk Albums | 9              | [ 25 ] |
| США, Billboard, Compilation Albums    | 9              | [ 25 ] |
| США, Billboard, Tastemaker Albums     | 17             | [ 25 ] |

## Персонал
| Музыканты The All-Star Band: - Бадди Миллер — гитары - Дон Уос — бас - Одли Фрид — гитары - Сэм Буш — мандолина, банджо, фиддл - Фред Элтрингхэм — ударные - Мэтт Роллингс — клавишные - Грег Лис — педал-стил, лэп-стил - Сара Уоткинс — фиддл, гармонический вокал | Техперсонал - Автор идеи и исполнительный продюсер: Кит Уортман - Музыкальные руководители: Бадди Миллер и Дон Уос - Исполнительный продюсер: Кен Левитан - Микширование: Бен Фоулер / Hillywood Studios - Мастеринг: Пол Блэкмор (CMG Mastering) - Режиссёр видеоверсии: Джастин Кройцман - Дизайн упаковки: Рэйчел Гутек - Супервайзер пост-продакшна: Лорен Бисселл |

## Полезные ссылки
- Официальная страница проекта на сайте Blackbird Presents
- Конор Оберст исполняет песню «The Pearl»  на YouTube
- Элисон Краусс исполняет песню «Cash on the Barrelhead» на YouTube
- Харрис исполняет песню «Boulder to Birmingham» на YouTube
- Полный альбом The Life and Songs of Emmylou Harris (аудио-плейлист) на YouTube